# Kapelle St. Koloman in der Isarau

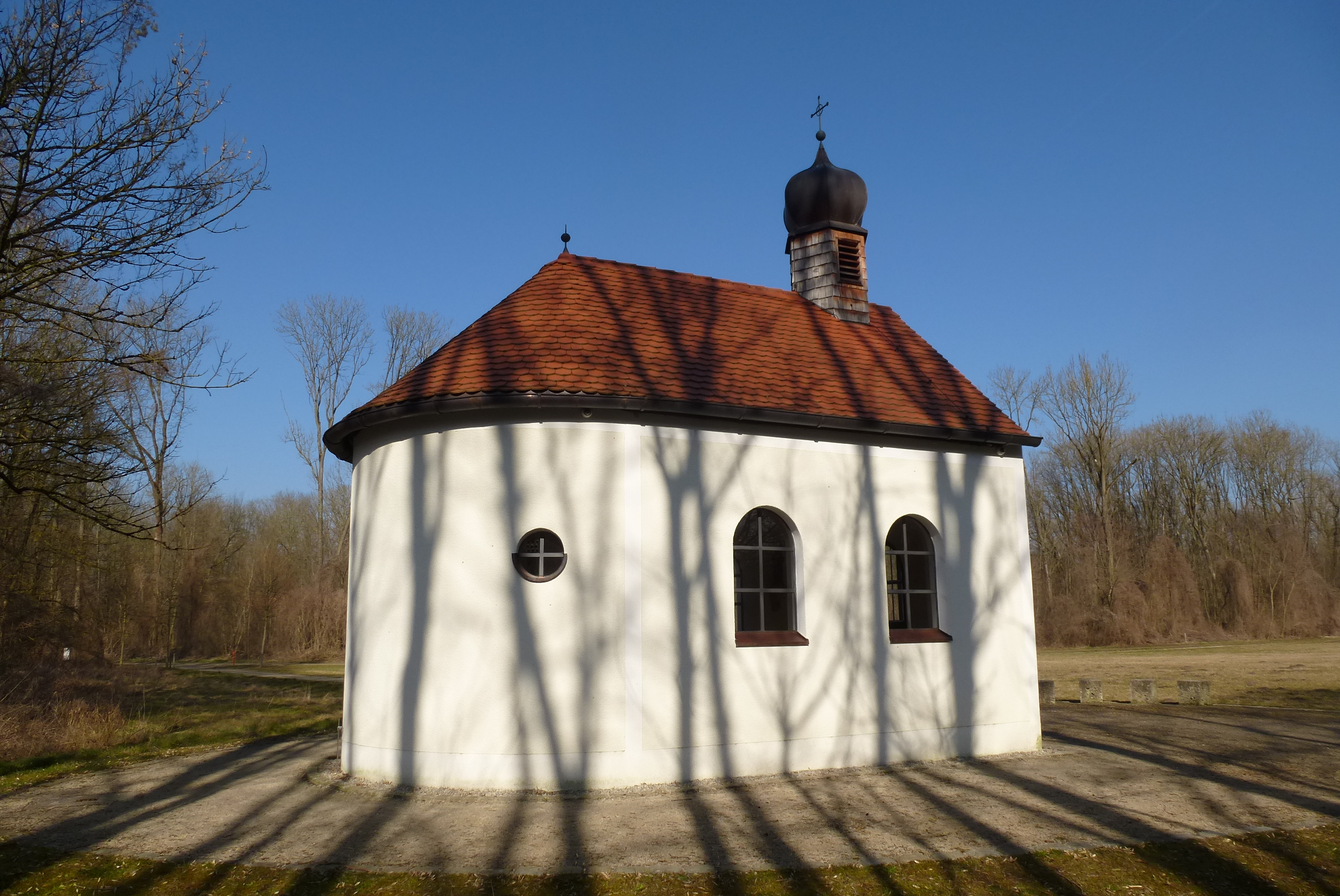
St. Koloman

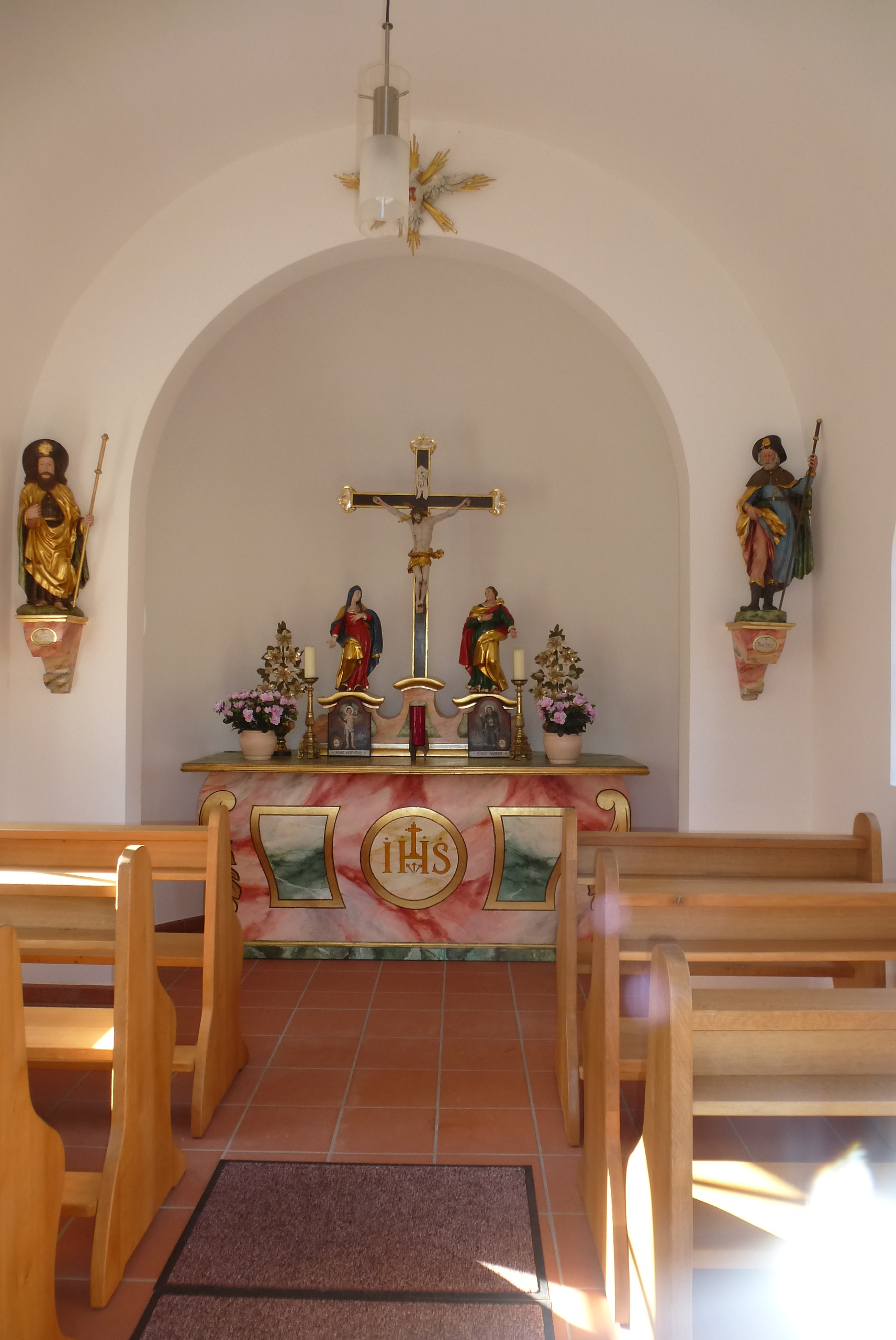
Ausstattung der Kapelle

Die Kapelle St. Koloman in der Isarau ist eine im Jahr 2008 von der Gemeinde Ismaning errichtete Kapelle, die nach dem heiligen Koloman benannt ist. Koloman wurde im Jahr 1012 auf einer Pilgerfahrt in das Heilige Land bei Stockerau hingerichtet.

## Lage
Die Kapelle liegt westlich des ehemaligen Agrob-Geländes (heute Medienpark) am Südrand der Gemeinde Ismaning westlich der Staatsstraße 2053 (Münchener Straße) und nördlich der Bundesautobahn 99 (Autobahnring München) auf der Niederterrasse am östlichen Isarhochofer. In der Nähe ein Wasserschlösschen der Ismaninger Wasserversorgung.

## Geschichte
Die Kapelle erinnert an die um das Jahr 1500 in den Isarauen bei der damaligen Insel Kolmanswörth errichtete Eremitenklause, die nach dem heiligen Koloman benannt war. Diese mit zwei Eremiten besetzte Klause ging auf eine testamentarische Stiftung der Freisinger Familie Haushaimer zurück. Sie unterstand der Klause in St. Emmeram in Oberföhring. In der zur Klause gehörenden Kapelle fanden sonntags und am Gedenktag des Heiligen, dem 13. Oktober, Gottesdienste statt. Bald entstand eine Wallfahrt in die Kolomansau.
Infolge der Säkularisation und der Übernahme der bis dahin zum Hochstift Freising gehörenden Grafschaft auf dem Isarrain durch Kurbaiern im Jahr 1803 fand die Eremitenklause ihr Ende. Klause und Kapelle wurden im Jahr 1804 abgebrochen.
Im Jahr 2008 wurde durch die Gemeinde Ismaning die neue Feldkapelle errichtet, die durch ihre Namensgebung an die frühere Klause erinnert.